# I Nengah Sulendra
I Nengah Sulendra (sinh ngày 25 tháng 5 năm 1985) là một cầu thủ bóng đá người Indonesia hiện tại thi đấu ở vị trí hậu vệ cho Perseden Denpasar ở Liga 3 (Indonesia).